# 雷蒙德·維克托·法蘭斯
雷蒙德·维克托·法蘭斯（英語：Raymond Victor Franz；1922年5月8日—2010年6月2日) 曾是耶和華見證人中央长老团体成員。他在1971年10月20日被任命爲長老團成員，直到他在1980年5月22日被開除。他亦曾經在耶和華見證人世界总部服務十五年（1965年 - 1980年）。法蘭斯說明請求辭任中央長老及在同年被開除並导致叛教指控。脫教以後，法蘭斯撰寫了兩本書，內容關於他在守望台聖經書社的經驗和他對耶和华见证人的教條的看法。

## 在守望台工作的生涯
法蘭斯出生於1922年。 他的叔叔法蘭德里克·法蘭斯，是一位對的教派实践和教義有影响力的人。 他的父亲亦曾參加圣经学生运动（其後衍生出耶和华见证人的成立）並在1913年受洗。 雷蒙德在1938年加入耶和华见证人，并在1939年受洗。
1944年，法蘭斯毕业于守望台基列聖經學校（学校爲專門培训傳道員） 和暂时以海外代表身份在美国傳道，直到在1946年作爲海外傳道先驅比分配到波多黎各服務。 法蘭斯在加勒比、属维尔京群岛和多米尼加共和国成为耶和华见证人代表，直至大約1957年，耶和华见证人被多米尼加共和国的独裁者拉斐尔·特鲁希略禁止宗教活動。 他在37歲的時候跟他的妻子辛西娅結婚，其妻子亦加入了傳道員的工作。 双方在1961年回到多米尼加共和国及傳福音了四年，并随后被分配到布鲁克林紐約守望台總部。

根据法蘭斯，他在组织编写部门開始工作，并獲分配协作编写第一本由耶和华见证人出版的百科全书 ——《對圣经了解的幫助》（ Aid to Bible Understanding）。1971年10月20日，法蘭斯被任命为中央长老团体。 在他的个人回忆录，法蘭斯亦憶述他在1979年尾达到了一个人生的十字路： 
I had spent nearly forty years as a full time representative, serving at every level of the organizational structure. The last fifteen years I had spent at the international headquarters, and the final nine of those as a member of the worldwide Governing Body of Jehovah's Witnesses. It was those final years that were the crucial period for me. Illusions there met up with reality. I have since come to appreciate the rightness of a quotation I recently read, one made by a statesman, now dead, who said: "The great enemy of the truth is very often not the lie—deliberate, contrived and dishonest—but the myth—persistent, persuasive and unrealistic." I now began to realize how large a measure of what I had based my entire adult life course on was just that, a myth—persistent, persuasive and unrealistic.
他對中央长老团体的獨斷主义和强调传统的看法感到沮喪，而不是依靠《圣经》达成教条的决定，法蘭斯和他的妻子决定在1979年晚离开国际总部。

## 開除
1980年3月，法蘭斯和他的妻子以因病休假爲由从全球总部移居到阿拉巴马州，並在一位見證人擁有的物業下工作。其後下一個月，一位中央长老团体委员提出了關於有總部人員散播“错误的教导”的看法，并有人开始质疑其信仰。工作人员亦被盤問有關法蘭斯的言論，有否衝擊守望台的理论。 1980年3月15日出版的《守望台》发出声明，指他們對1975年世界末日到达的主張“對具警覺性的人投上陰影，并有助於累積希望的時期已经开始。" 內容失望地告诉一些耶和华见证人，由“包括以此日子［世界末日］作爲中心並以出版物的信息積累希望的人”到“集中调整其观点的人”。 这种说法，使1975年末日沒有來臨的失望归咎于在以當時作为前任主席编写委员的雷蒙德·法蘭斯，並成爲日後要開除其委員的導火線。 同年5月8日，法蘭斯被告知他已经被列为一个叛教者。同月20日，他被叫回到布鲁克林，進行主席委员会見證下的两天的质询。根据法蘭斯記述，讨论涉及指控部分耶和華見证人私下集結，並讨论守望台聖經書社的各种教义，以此爲由构成叛教。
1980年5月21日，法蘭斯被召到一個中央长老团会议。其會議持續三个小时，對法蘭斯質詢关于他對《圣经》的观点和對守望台理论的承諾。 因此，他同意请求辞任中央长老团和总部工作人员。 法蘭斯拒绝守望台聖經書社爲“體弱的特别先驅”提供的每月津贴經濟援助。中央长老团的调查亦导致了其他几个总部工作人员的開除。
1980年9月1日，中央长老团分发一封信给所有的分區和地区监督，指出叛教者不需要澄清理论以決定是否開除。信中指出，若個人坚持“尽管受到靈性上的譴責卻仍相信其他教義” 也被列爲脫教行動，因此需採取“适当的司法行动”。
1981年3月18日，在阿拉巴马州，法蘭斯的雇主提交了一封关於从耶和华见证人分離的信。同年9月15日，守望台宣布改变了關於分離的政策，指那些曾宣佈正式離開組織的人，會以相同的方式跟被開除的人被耶和華見證人規避。 法蘭斯因继续与其雇主交往，在11月25日被传唤到司法听证会，並以不服从命令爲由被開除。 在會內他堅決自己的观点，不仅是因爲關符即將被開除的自己，但亦針对于更广泛的教义问题。在1982年，他发布了由他執筆的書籍《良知的危機》給希瑟·波特定和加里·波特定，使他们能够順序記錄守望台聖經書社更广泛的不協調感。 他们在法蘭斯的贡献的基礎下揭露見证人，並提到他的建议“毫无疑问令各文獻書籍更具真实性；我们對他对守望台聖經書社坚持公正和坦率的印象感到深刻。”他被開除以後，法蘭斯出版了两本书籍：《良知的危機》（1983） 和《搜索基督徒的自由》（1991）。兩本書详细叙述他作为耶和华见证人和中央長老成员的经历，以及他在的组织各个级别的经验。

## 死亡
2010年5月30日，年齡88歲的法蘭斯因脑出血倒下，他在同年6月2日逝世。

## 請参看
- 耶和华见证会和公理会纪律